# Розенгайм
Розенгайм (нім. Rosenheim) — місто в окрузі Верхня Баварія, земля Баварія, Німеччина. Розташоване на розі річок Інн та Мангфаль. Адміністративний центр району Розенгайм, проте не є його частиною. Вперше місто згадується в 1234 році як ринок. Населення міста становить приблизно 61 299 жителів (станом на 31 грудня 2010), з околицями — до 125 000 чоловік. Розенгайм розташований на висоті 446 метри над рівнем моря і займає площу 37,22 км². Неподалік від міста розташовано мальовниче озеро Кімзе.

## Історія
16 березня 1947 року відбулась художня Олімпіада серед мешканців декількох таборів переміщених осіб, в якій брали участь співаки й танцюристи трьох національних громад — єврейської, литовської та української. На змаганнях були присутні американський військовий губернатор, командири військових частин, міський голова Розенгайму, німецьке духовенство, члени управ різних таборів.

## Відомі особистості
- Зігфрід Фішбахер — американський ілюзіоніст німецького походження;
- Герман Герінг (1893—1946) — політичний, державний і військовий діяч Третього Рейху;
- Джордж Дзундза — кіноактор;
- Ганс-Ульріх Рудель — льотчик-ас Люфтваффе часів Другої світової війни;
- Бастіан Швайнштайгер — німецький футболіст;
- Юпп Каппелльман — німецький футболіст;
- Ларс Бендер — німецький футболіст;
- Свен Бендер — німецький футболіст;
- Мартін Томчик — німецький автогонщик;
- Надін Самонте — акторка та модель;

## Міста-побратими
| Розенгайм має наступні міста-побратими: |                              |
|                                         | Лацизе, Італія Гарда, з 1974 |
|                                         | Бріансон (Франція), з 1979   |
|                                         | Грайц (Тюрингія), з 1991     |
|                                         | Ітікава (Японія), з 2004     |
| Розенгайм має дружні відносини з:       |                              |
|                                         | Куфштайн (Австрія)           |